# Reinhard Resch (Jurist)
Reinhard Resch (* 15. Mai 1966 in Linz, Oberösterreich) ist ein österreichischer Jurist und Professor an der Johannes Kepler Universität (JKU) Linz. 

## Leben
Resch studierte Rechtswissenschaften an der JKU Linz, wo er 1990 promovierte. Ab 1987 war er Assistent am Institut für Universitätsrecht bzw. ab 1989 am Institut für Arbeitsrecht und Sozialrecht. 1997 bekam Resch die Lehrbefugnis als Universitätsdozent für Bürgerliches Recht, Arbeitsrecht und Sozialrecht verliehen (Betreuer der Habilitationsschrift war Peter Jabornegg) und wurde außerordentlicher Universitätsprofessor. In den folgenden Jahren war er auch an der Universität Klagenfurt als Gastprofessor und Universitätsprofessor mit Unterbrechungen bis 2007 tätig. Er hatte Gastprofessuren an der Universität Glasgow (Februar 2000), am Trinity College Dublin (Frühjahr 2002 und 2006), an der Universität Erlangen (Wintersemester 2006/2007) und an der Universität Hamburg (Sommersemester 2008) inne.
Seit 1998 ist Resch Leiter der an der Universität Klagenfurt halbjährlich stattfindenden Praktikerseminare zum Arbeits- und Sozialrecht, die gemeinsam mit der Arbeiterkammer Kärnten abgehalten werden und deren wissenschaftliche Ergebnisse in den "Schriften zum Arbeitsrecht und Sozialrecht" (ÖGB Verlag) veröffentlicht werden. Er ist auch Mitveranstalter der "Deutsch-österreichischen Sozialrechtsgespräche" mit Schwerpunkt Krankenversicherungsrecht, die seit 1999 jährlich abwechselnd an den Universitäten Linz und Passau stattfinden. Die wissenschaftlichen Ergebnisse werden jährlich in einem Sammelband (Manz Verlag) herausgegeben.
Er ist Mitherausgeber der „Zeitschrift für Europäisches Arbeitsrecht und Sozialrecht“ (Erich Schmidt Verlag Berlin), Österreichkorrespondent der Zeitschrift „Sport und Recht“ (Beck Verlag München) und seit 2009 Mitglied der Redaktion der Zeitschrift "Recht der Medizin" (Manz Verlag Wien).
Seit 2007 ist Resch Mitglied der Lehrgangsleitung des postgradualen Masterstudienganges Medizinrecht, seit 2008 Mitveranstalter des jährlich stattfindenden Gmundner Medizinrechtskongresses und ist Mitglied des Vorstands der Kommunalwissenschaftlichen Gesellschaft.
2009 wurde Resch zum Universitätsprofessor für Medizinrecht, Arbeitsrecht und Sozialrecht an die JKU bestellt und ist seither Vorstand des neu gegründeten Instituts für Recht der sozialen Daseinsvorsorge und Medizinrecht.
Seit 1984 ist er Mitglied der katholischen Studentenverbindung KÖStV Severina Linz im ÖCV.

## Arbeits- und Forschungsschwerpunkte
- Europäisches Arbeits- und Sozialrecht
- Kollektivvertragsrecht
- Recht der Daseinsvorsorge
- Medizinrecht

## Preise
- Richard Büche Preis
- Förderpreis der Juristischen Blätter
- Förderpreis der Walter Haslinger Privatstiftung
- Kardinal-Innitzer-Preis
- Leopold-Kunschak-Preis
- Talentförderprämie des Landes Oberösterreich